# Onze-Lieve-Vrouw-Olen
Onze-Lieve-Vrouw-Olen of Achter-Olen is een dorp in de Belgische gemeente Olen. Het ligt tussen het centrum van Olen (zuid) en Sint-Jozef-Olen (noord), en tussen de stedelijke kernen van Herentals (west) en Geel (oost). Het wordt door het Albertkanaal en de autosnelweg E313 gescheiden van het centrum van Olen en door de spoorlijn Antwerpen - Overpelt van St-Jozef-Olen.

## Geschiedenis
Ten noorden van het centrum van Olen ontstonden in de loop van de tijd een aantal kleinere landbouwgehuchten : o.m. Meren, Gerhagen, Heibloem, Boekel en Gerheiden die mettertijd samen "Achter-Olen" genoemd werden. In 1864 werd het een eigen parochie : Onze-Lieve-Vrouw-Olen. Vanaf het midden van de 19e eeuw groeiden de gehuchtjes uit tot enkele min of meer samenhangende kernen.
In de loop van de twintigste eeuw werd steeds vaker de parochienaam gebruikt als de plaatsnaam en verdween de naam "Achter-Olen" van de kaarten. Lokaal spreekt men echter bijna algemeen over "Achter-Olen". Toponiemen als Gerheiden en Boekel blijven bewaard in straatnamen waar eertijds gehuchten dezelfde naam droegen. Zo is "Boekel" nu de naam van het dorpsplein met de 19de-eeuwse parochiekerk.

## Bezienswaardigheden
- De Onze-Lieve-Vrouwekerk aan Boekel.
- De Sint-Willibrorduskapel: eerste vermelding in 1414. Omzoomd door lindebomen. Sinds 2011 gebruikt voor burgerlijke huwelijksplechtigheden.
- Stationneke : het originele stationsgebouw werd in 1878 gebouwd maar is niet meer als dusdanig in gebruik. Het werd omgevormd tot een bier- en jenevermuseum annex drankgelegenheid "Stationneke" & "Natuurpunt"-bezoekerscentrum
- Monument Halifax HR839: herdenkingsmonument voor het Engelse vliegtuig Halifax HR839 dat neerstortte in het voormalige gehucht Gerheiden.

## Natuur en landschap
Onze-Lieve-Vrouw-Olen ligt in de Kempen, ten noorden van het Albertkanaal, op een hoogte van ongeveer 20 meter.

## Mobiliteit

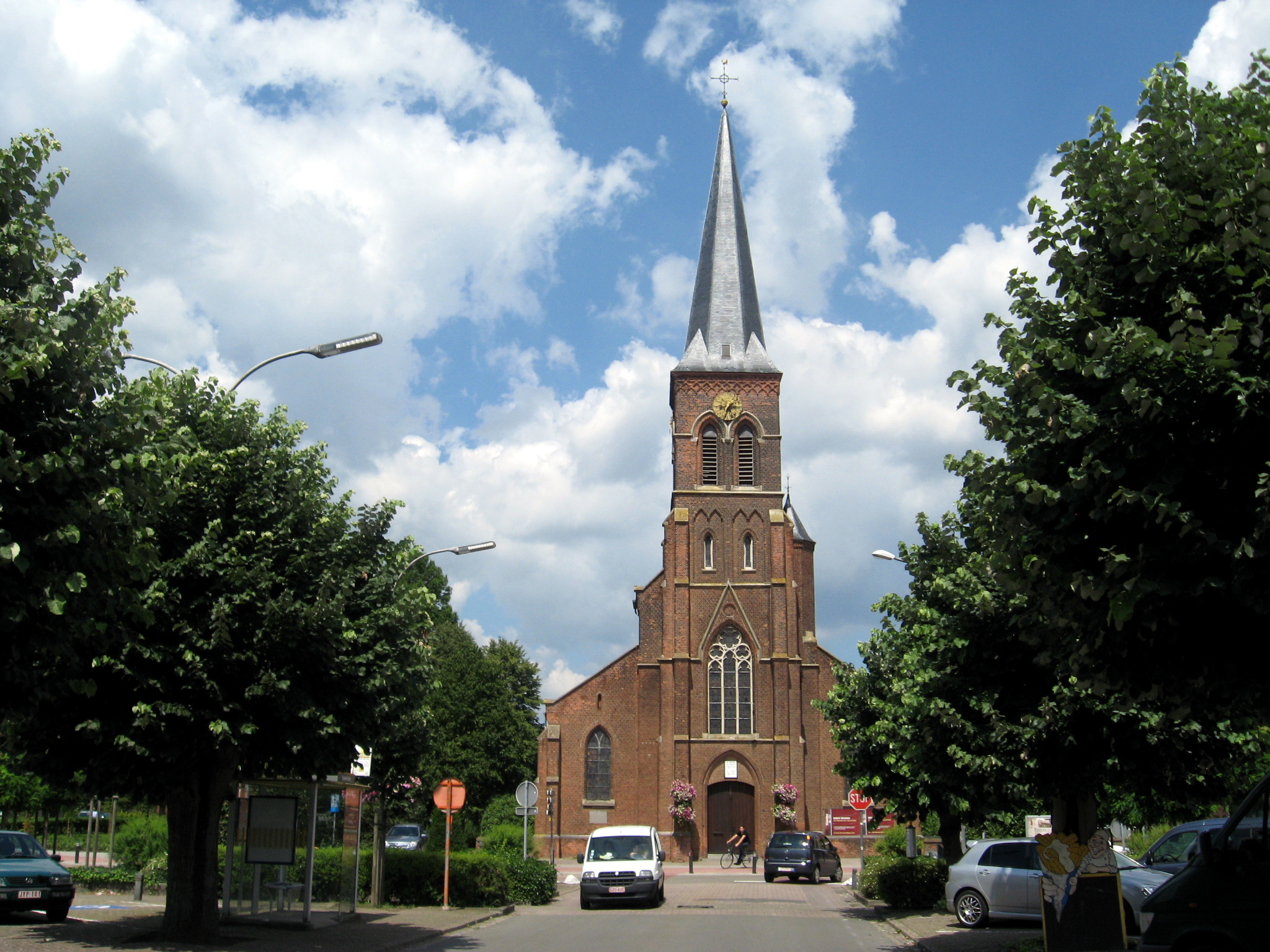
Onze-Lieve-Vrouw Geboortekerk

O.m. via de brug van Olen-Hoogbuul verbonden met het Olen-Centrum waar inrit E313 Antwerpen - Hasselt - Luik.
Treinverbinding met Herentals-Antwerpen en  Mol - Overpelt vanuit Station Olen, ten N van Boekel : onbemand spoorwegstation.

## Sport
De voetbalclub van Onze-Lieve-Vrouw-Olen draagt nog altijd haar oorspronkelijke naam : "Olen United" als fusieploeg van Achter-Olen VV en KAC Olen ( Sint Jozef - Olen ).

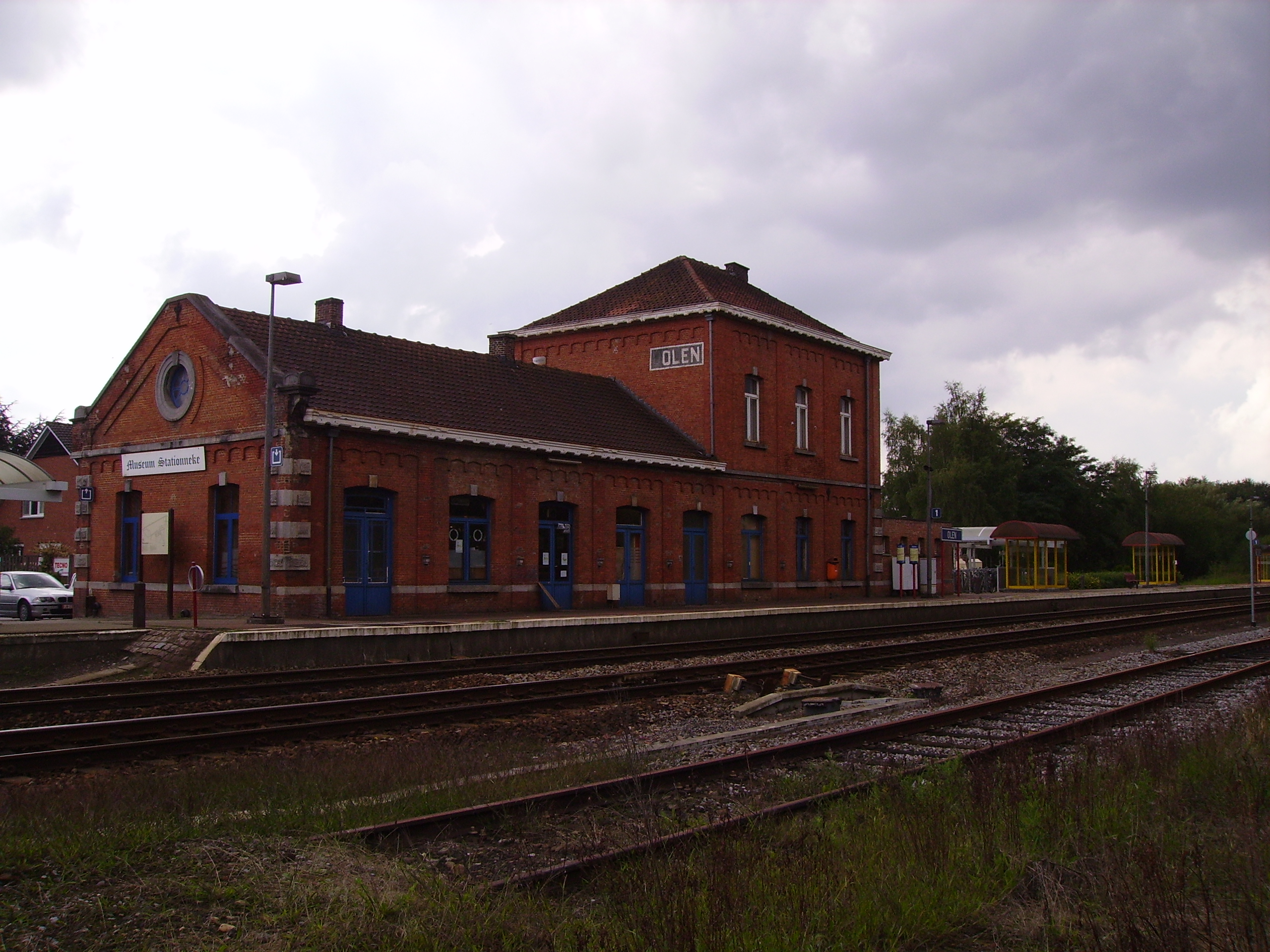
Station Olen

## Nabijgelegen kernen
Sint-Jozef-Olen, Olen-Centrum, Larum, Punt